# WWE
World Wrestling Entertainment, LLC (коммерческое обозначение WWE) — американский рестлинг-промоушн. Его владельцем является TKO Group Holdings, дочерняя компания Endeavor. Являясь глобальной интегрированной медиа- и развлекательной компанией, WWE также работает в других областях, включая кино. Кроме того, компания занимается лицензированием своей интеллектуальной собственности для производства видеоигр и фигурок.
В качестве рестлинг-промоушна основана Джессом Макмэном и Тутсом Мондтом в 1953 году, как Capitol Wrestling Corporation. Ныне это крупнейший в мире рестлинг-промоушен, состав которого делится на три основные гастролирующие группы. В целом, WWE можно увидеть в более чем 1 миллиарде домов по всему миру на 30 языках. Глобальная штаб-квартира компании находится в Стамфорде, Коннектикут, а офисы — в Нью-Йорке, Лос-Анджелесе, Мехико, Мумбаи, Шанхае, Сингапуре, Дубае и Мюнхене.
Как и в других рестлинг-промоушнах, поединки в WWE не являются соревновательным спортом. Это было впервые публично признано владельцем компании Винсом Макмэном в 1989 году, чтобы избежать налогов от атлетических комиссий. Начиная с 1980-х годов WWE публично именует свой продукт как «спортивное развлечение» (англ. sports entertainment).
Компания за свою историю несколько раз меняла название: Titan Sports, World Wide Wrestling Federation, World Wrestling Federation, World Wrestling Federation Entertainment, World Wrestling Entertainment. С 2011 года компания брендирует себя исключительно инициалами WWE, хотя юридическое название не менялось с 2002 года.
В 2023 году WWE начала изучать возможность продажи компании на фоне сексуального скандала с участием Винса Макмэна, который заставил его уйти с поста генерального директора. В апреле 2023 года WWE объявила о сделке с Endeavor, согласно которой компания объединится с промоушеном смешанных единоборств Ultimate Fighting Championship (UFC), чтобы сформировать новую публичную компанию TKO Group Holdings, мажоритарным владельцем которой станет Endeavor, Макмэн станет исполнительным председателем новой компании, а Ник Хан — президентом WWE. Cлияние было завершено 12 сентября 2023 года. В 2024 году Макмэн, который к тому времени уже не был мажоритарным акционером WWE, прекратил свои отношения с компанией на фоне скандала.

## История

### До Titan Sports (1953—1980)
Джесс Макмэн был успешным менеджером и тренером боксёров. В 1926 году он начал работать с Тексом Ричардсом; с его помощью он промоутировал и пробовал популяризировать рестлинг. За несколько лет до этого Тутс Мондт создал новый стиль рестлинга, получившее название «Slam Bang Western Style Wrestling». Позже он убедил борца Эда Льюиса и его менеджера Билли Сэндоу реализовать этот стиль в индустрии рестлинга. После этого Мондт вместе с Льюисом и Тексом Ричардсом образовали «Gold Dust Trio» (рус. Трио золотой пыли), и привлекали к этому делу всё больше и больше людей. Несмотря на успех совместного дела, в самом руководстве начались разногласия и вскоре после взаимных разногласий трио распалось. Мондт позже установил партнёрские отношения с несколькими другими промоутерами, включая Джека Кёрли. После смерти Керли Мондт берёт под свою ответственность все организации рестлинга в Нью-Йорке.
Вместе Мондт и Макмэн создали новую компанию под названием Capitol Wrestling Corporation (CWC), которая впоследствии присоединилась к National Wrestling Alliance (NWA) в 1953 году. В ноябре следующего года Родерик Макмэн скончался. Один из партнёров Мондта — Рэй Фабиани, пригласил в CWC Винсента Джей. Макмэна. Союз Мондта и Винсента оказался очень успешным и вскоре они контролировали почти всё NWA. В 1963 году они покинули федерацию, чтобы основать свою собственную федерацию под названием World Wide Wrestling Federation.

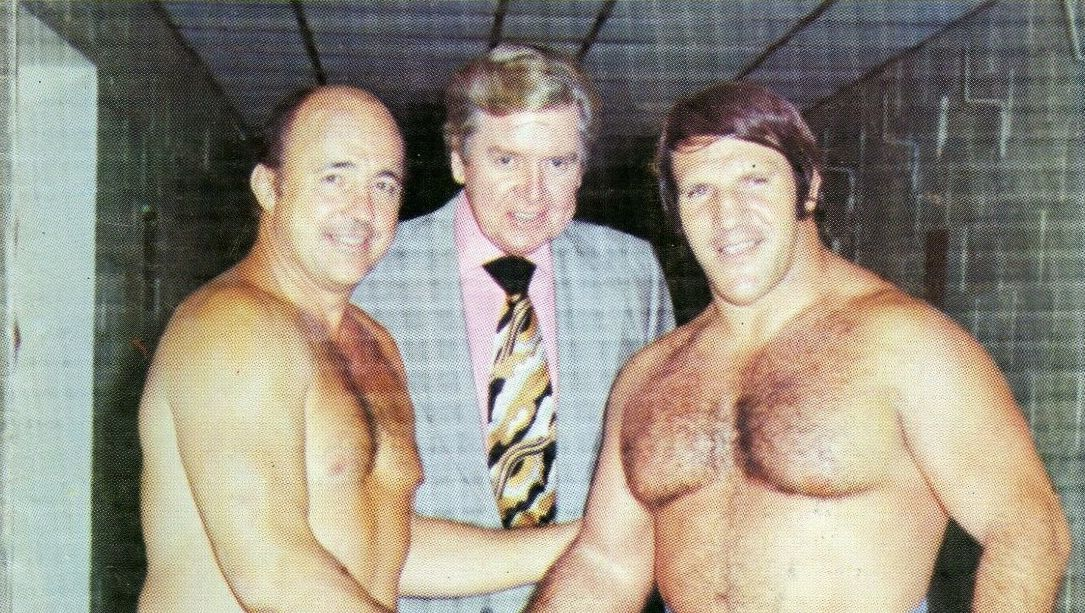
Винсент Джей Макмэн с Верном Ганье и Бруно Саммартино в 1975 году

В начале 1963 года у World Wide Wrestling Federation (WWWF) произошёл спор с NWA, связанный с боем Бадди Роджерса за титул чемпиона мира NWA в тяжёлом весе. В ответ Мондт и Макмэн разорвали контракт с NWA, и в знак протеста наградили Роджерса только что созданным титулом чемпиона мира WWWF в апреле того же года. 17 мая 1963 года Роджерс проиграл титул Бруно Саммартино из-за сердечного приступа, который случился прямо перед чемпионским матчем.
По сравнению с другими американскими промоушенами рестлинга, WWWF действовала довольно консервативно: арены, которые ежемесячно арендовала WWWF для боёв (вместо одного или двух раз еженедельно), на которых всего было от одного до трёх боёв за программу (главным событием программы был бой за чемпионский титул WWWF). Хотя дела федерации поначалу шли успешно, поток зрителей постепенно стал сокращаться, из-за того, что программы федерации не шли по телевидению. После того, как в WWWF подписали контракт с телевидением и бои федерации начали транслироваться на телеэкранах.
Несмотря на то, что Тутс Мондт покинул WWWF ещё в конце 1960-х годов, а сама федерация уже не входила в NWA, Винсент Джей. Макмэн вновь стал её руководителем. На ежегодном собрании NWA в 1983 году сотрудник WWF (в 1979 году федерация была переименована из WWWF в WWF) Джим Барнетт объявил, что федерация окончательно выходит из под контроля NWA.

### Titan Sports, Inc. (1980—1999)

#### Бум рестлинга (1980—1992)
В марте 1979 года WWWF переименовывается в WWF (англ. World Wrestling Federation, или рус. Мировая федерация рестлинга), в целях маркетинга. В то же время сын Винсента Джей. Макмэна Винс Макмэн-младший основывает компанию Titan Sports, которая была зарегистрирована 21 февраля 1980 года. 6 июня 1982 года Titan Sports купила Capitol Wrestling Corporation. Вопреки желанию отца Макмэн-младший начал популязировать рестлинг в качестве спортивного развлечения, хотя его отец считал, что следует развивать рестлинг именно как спорт, а не как развлечение. Развитие рестлинга, как того желал Макмэн-младший, в будущем изменило индустрию рестлинга.
Развитие, каким видел его Винс Макмэн стало возможно после того, как он перекупил у American Wrestling Association (AWA) рестлера Халка Хогана, который уже добился известности за пределами индустрии рестлинга (пиком его карьеры до WWE была съёмка в фильме «Рокки 3»). Позже с Макмэном подписали контракты впоследствии будущие звёзды WWF — Родди Пайпер, Джесси Вентура, Гигант Андре, Джимми Снука, Дон Мурако, Железный Шейх, Рикки «Дракон» Стимбот, Николай Волков, Помойный пёс, Пол Орндорфф и Грег «Молот» Валентайн.

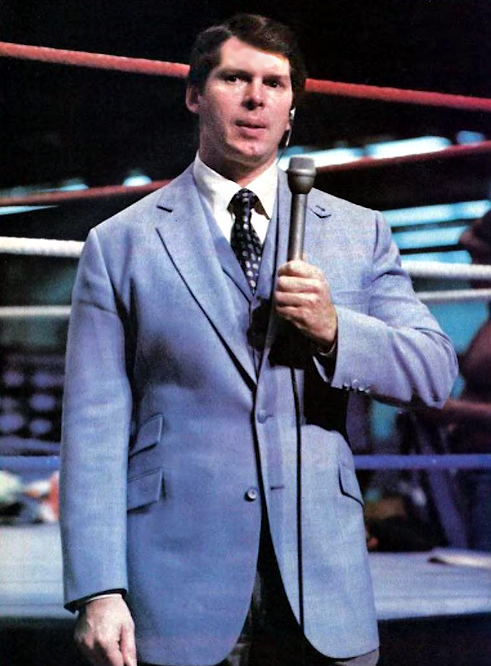
Винс Макмэн в 1986 году

Со временем доходы WWF стали позволять покупку времени на телевидении, и вскоре WWF стали показывать по национальному телевидению. Это не нравилось другим федерациям и промоушенам рестлинга, поскольку политика WWF разрушала устоявшиеся границы. Телевизионные рейтинги WWF активно поднимались, из-за чего федерации впоследствии пришлось вступить в открытую гонку рейтингов, закончившуюся к концу 1990-х годов противостоянием двух крупнейших в мире федераций рестлинга — WWF и World Championship Wrestling.
Беспрецедентный успех пришёл к WWF в середине-конце 1980-х и начале 1990-х годов. Успех был частично вызван явлением Rock’n' Wrestling Connection, периодом сотрудничества и перекрёстного продвижения между WWF и элементами музыкальной индустрии. Идея была сформирована менеджером WWF Лу Альбано, который встретил певицу Синди Лопер в поездке в Пуэрто-Рико. Лопер попросила Альбано появиться в роли отца в клипе к синглу «Girls Just Want Have Fun» в 1983 году. Макмэн привлёк Лопер и Альбано к участию в ток-шоу Piper’s Pit. Во время этого сегмента сюжет Rock 'n' Wrestling начался, когда Лу назвал Лопер «бабой», а та ответила ударом сумкой. Затем она бросила вызов Лу в матче между двумя женщинами-рестлерами на его выбор. MTV впервые транслировало матч в прямом эфире по кабельному телевидению, тем более он был с женщинами. Женщины сыграли важную роль в популярности WWF на кабельном телевидении, потому что аудитория была в основном мужской. Связь между Лопер и WWF продолжалась с клипами на песни «The Goonies 'R' Good Enough», «Time After Time», and «She Bop», в которых приняли участие рестлеры WWF. Сотрудничество с MTV обеспечило приход рестлинга в те дома, где его раньше не смотрели. 14 сентября 1985 года Халк Хоган получил собственный субботний мультфильм на CBS под названием Hulk Hogan’s Rock 'n' Wrestling, это помогло укрепить популярность рестлинга у детей.

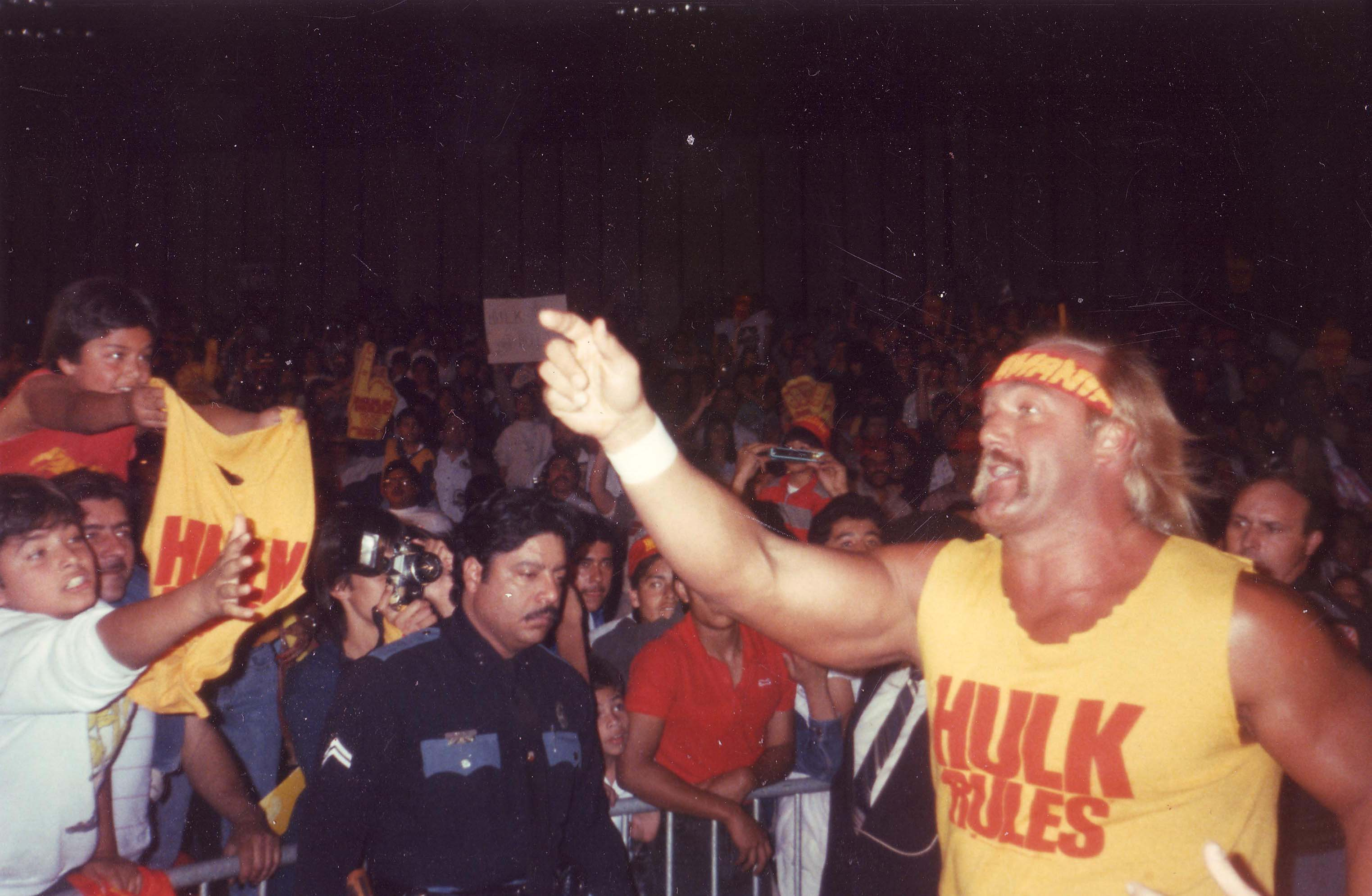
Халк Хоган (на фото 1989 года) был главной звездой WWF во время бума рестлинга 1980-х годов

В середине 1980-х годов Винс Макмэн решился провести опасный эксперимент, который потребовал огромных капиталовложений. Если бы проект провалился, то вся индустрия рестлинга (WWF, NWA и многие другие федерации рестлинга) оказалась бы на грани краха. В 1985 году, чтобы противостоять шоу AWA Super Sunday, NWA Starrcade и WCCW Star Wars, WWF создаёт своё собственное флагманское шоу WrestleMania I, которое проходило в «Мэдисон-сквер-гарден» и транслировалось по 135 закрытым телевизионным сетям. Эксперимент заключался в успехе или провале модели PPV (платы за просмотр). WrestleMania была феерией, продаваемой как «Супербоул от рестлинга». Концепция суперкарда (самых долгожданных матчей) не была чем-то новым в Северной Америке; NWA запустила Starrcade за несколько лет до WrestleMania, и даже отец Макмэна проводил подобные форматы шоу. Однако для Макмэна было главным то, чтобы рестлинг WWF был доступен не только фанатам, но также людям, которые рестлинг раньше не смотрели. Для того, чтобы привлечь людей смотреть рестлинг, Макмэна приглашал таких звёзд, как Мистер Ти и Мухаммед Али. Популярность WrestleMania и высокие рейтинги прописали WWF на телевидении. Рестлинг, стал синонимом WWF.
Дела WWF все время улучшались, в основном благодаря Макмэну и лицу WWF — Халку Хогану. Трансляция Saturday Night на канале NBC была первым рестлинг-шоу, которое показывалось после 1950 года. В 1980-х годах индустрия рестлинга переживала бум, пик которого пришёлся на WrestleMania III, которая прошла в 1987 году на арене «Понтиак Сильвердом» и собрала 93 173 зрителя — рекорд, который держался до 2016 года; также рекордом является матч-реванш Халка Хогана против Андре Гиганта на WrestleMania III. Его смотрели 3 миллиона человек.

#### Новое поколение (1992—1997)
В начале 1990-х в WWE произошло несколько скандальных событий, связанных со стероидами и сексуальными домогательствами.
В 1991 году Халк Хоган, Родди Пайпер, Рик Мартел, Брайан Блэр и Дэн Спайви дали показания, что купили стероиды от врача WWF доктора Джорджа Т. Захоряна, которому было предъявлено обвинение в незаконном распространении наркотиков. Два года спустя Винсу Макмэну было предъявлено обвинение в связи с Захоряном, и он мог получить 8-летний тюремный срок и штраф в размере 500 000 долларов, если был осуждён. Судебное разбирательство началось 7 июля 1994 года с прокурором, который пообещал разоблачить «тёмную, коррумпированную изнанку» WWF, заявив, что Макмэн раздавал стероиды «как конфеты» и заставлял борцов принимать эти препараты. Рестлер Нэйлз дал показание, что Макмэн однажды сказал ему: «Я настоятельно предлагаю вам стимулировать себя». Спустя несколько дней Хоган признал, что использование стероидов среди рестлеров WWF было обычным явлением, но отрицал, что Макмэн оказывал давление в их приёме. Через неделю Винс был оправдан по всем обвинениям и заявил: «Я в восторге. Так же, как в рестлинге — хорошие парни всегда выигрывают».
Скандалы сильно отдалили общественность от WWF. Многие рестлеры в связи с этим покинули WWF, а некоторые ушли к WCW. Этот период стал называться «Эрой нового поколения», поскольку вместо использования состоявшихся рестлеров, компания начала раскручивать новичков, вроде Гробовщика, Дизеля, Шона Майклза, Рейзора Рамона и Брета Харта.
1993 год ознаменовался премьерой нового кабельного шоу — Monday Night Raw. Увидев ошеломительный успех программы, WCW выпустила своё шоу в том же тайм-слоте, что и WWF — WCW Monday Nitro. Обе федерации вступили в гонку рейтингов, которую позже назвали Monday Night Wars (в переводе с англ. — «Войны ночью понедельника»). Противостояние продолжалось с переменным успехом до середины 1996 года, когда WCW создали группировку «Новый мировой порядок» во главе с бывшими рестлерами WWF Халком Хоганом, Скоттом Холлом и Кевином Нэшом, что обеспечило им двухлетнее превосходство.
Несмотря на высокое качество рестлинга, WWF продолжала терять прибыль. За период между маем 1994 года до апреля 1995 года компания потеряла свыше $4 500 000. Хотя в период между маем 1995 года и апрелем 1996 года прибыль составила 3,3 млн. $, в период с мая 1996 по апрель 1997 компания потеряла 6,5 млн. $. Падала посещаемость мероприятий.
В начале 1997 года у компании были серьёзные финансовые проблемы. Для того, чтобы заманить больше людей, руководители решили резко снизить стоимость билетов. Стоимость билетов на Royal Rumble 1997 была 10 долларов, а на WrestleMania 13 всего 25 долларов. Однако такая акция закончилась полным провалом. Согласно заявлениям Джима Корнетта на Royal Rumble (1997) удалось продать всего 47 514 билетов, а остальные 12 511 раздали бесплатно для заполнения арены. На крупнейшее шоу года — WrestleMania 13, было продано 16 467 билетов. В то же время Макмэн планировал сделать WWF публичной компанией, шаг, который требовался ему для сведения к минимуму любых долгосрочных финансовых обязательств.
Между тем продолжались Monday Night Wars. В сентябре 1997 года WWF решило провести в Великобритании PPV-шоу One Night Only. Первым PPV-шоу WWF, прошедшим в Великобритании, было SummerSlam 1992 года. Несмотря на высокие цены билетов, PPV собрало аншлаг и прошло успешно в финансовом плане. В октябре 1997 года впервые WWF провело матч «Ад в клетке» на шоу Badd Blood: In Your House. Главному матчу PPV был присвоен пятизвёздочный рейтинг по рейтингам Дэйва Мельтцера. Однако события, прошедшие на Survivor Series 1997 года, окончательно изменили судьбу WWF.

#### Эра Attitude (1997—2002)
Противостояние, которое продолжалось между WWF и WCW и их телевизионном шоу Monday Night Raw и Monday Nitro, постепенно трансформировало WWF из продукта, который могли смотреть и взрослые и дети в продукт только для взрослых, в эру, когда рестлинг WWF был ориентирован только на взрослую аудиторию, был назван эрой Attitude (рус. Отношений).
Фанатам WWF нравились бои, которые WWF делала все зрелищнее и жёстче. Однако несмотря на свою революционность, WWF продолжала терять своих ведущих звёзд, из-за чего стала проигрывать в борьбе с WCW (1996—1997 года). В 1997 году произошло событие, позднее названное «Монреальская подстава», в результате которого WWF покинул Брет Харт. «Монреальская подстава» привёла к крупным финансовым потерям, резкому падению рейтингов, критике рестлинга и быстрому уменьшению аудитории фанатов, но вместе с тем и стал одним из факторов, которые запустили механизм эры Attitude. После «Монреальской подставы» Винс Макмэн сменил свой образ на образ Мистера Макмэна, диктатора, который симпатизирует больше хилам, чем фейсам.
До «Монреальской подставы», которая случилась на Survivor Series 1997 года, WWF наняла у WCW нескольких рестлеров, как например Стив Остин, Мэйнкайнд и Вейдер. Вскоре Остин становится главным лицом компании (несмотря на то, что был по сути антигероем) после его речи «Austin 3:16» (рус. Остин 3:16) в финале турнира King of the Ring 1996 года, после его победы над Джейком Робертсом. Создание персонажа «Мистер Макмэн» привело к конфликту между Макмэном и Остином, сюжет которого стал главным в эры Attitude. Во время борьбы с Остином Макмэн сформировал две группировки: «Корпорация» и «Корпоративное служение» (когда в их ряды вступил Гробовщик) для попыток победить Остина. Участие во вражде бывшего чемпиона по боксу Майка Тайсона значительно повысило рейтинги федерации. Помимо Макмэна, у Остина в эту эпоху был ещё один серьёзный враг — Скала. Их противостояние на WrestleMania X-Seven считается закатом эры Attitude.
В это время известность получили рестлеры: Гробовщик и Кейн (отдельно и в составе группировки «Братья разрушения»), Билли Ганн, Дорожный Пёс, Хантер Херст Хемсли, Шон Майклз, Икс-пак (отдельно и в составе группировки D-Generation X), Скала, Мэйнкайнд, Стив Остин, Крис Джерико, Крис Бенуа и Вейдер.

### World Wrestling Federation Entertainment, Inc. (1999—2002)

#### Новые проекты и IPO
В связи с успехом эры Аттитюды руководство федерации запустило несколько новых проектов (например, клуб на Таймс-сквер, производство художественных фильмов и книг). 29 апреля 1999 года WWF начало транслировать новое шоу под названием SmackDown! на канале UPN. Начиная с 26 августа 1999 года трансляция происходила еженедельно в четверг ночью, этот шаг привёл к конкуренции за рейтинги с шоу WCW Thunder. В 2000 году WWF в сотрудничестве с телевизионной сетью NBC объявило о создании XFL, новой профессиональной лиги американского футбола, которая дебютировала уже в следующем году. В первые несколько недель лига имела высокие рейтинги, но первоначальный интерес к ней быстро угас (у одной из игр XFL, транслировавшейся в прайм-тайме, оказался один из самых низких рейтингов в истории американского телевидения). NBC отказалась от XFL по истечении сезона, но Макмэн решил продолжать самостоятельно выпуск шоу. Однако после того, как ему не удалось договориться о трансляциях на UPN, глава компании расформировал XFL.
Материнская компания WWF — Titan Sports была переименована в World Wrestling Federation Entertainment , Inc. (WWFE Inc. или просто WWFE) и 19 октября 1999 года провела публичное размещение акций на Нью-Йоркской фондовой бирже, которое принесло ей 172 миллиона долларов.

#### Приобретение WCW и ECW
К осени 1999 года, во время эры Аттитюды рейтинговые «Войны по понедельникам» завершились в пользу WWF. После слияния Time Warner с AOL, контроль Теда Тёрнера над WCW был значительно сокращён. Руководство объединённой компании (AOL Time Warner) объявила, что совершенно не заинтересована в продолжении развития WCW, и решило продать федерацию в полном объёме. Хотя Эрик Бишофф, бывший президент WCW, уволенный руководством Time Warner в 1999 году, был близок к покупке WCW, в марте 2001 года Макмэн купил федерацию (а также все принадлежащие ей товарные знаки, видео-архив, контракты сотрудников) за 7 миллионов долларов.
Вскоре после шоу WrestleMania X-Seven WWF включило в программу сюжет со вторжением рестлеров WCW и ECW в WWF, который привёл к закрытию WCW и включения рестлеров из их ростера в ростер WWF. После этих событий WWF стала крупнейшей федерацией рестлинга как в Америке, так и в остальном мире. Активы ECW, которые были заморожены после подачи заявки на защиту от банкротства в апреле 2001 года, были приобретены WWE в середине 2003 года.

### World Wrestling Entertainment, Inc. (2002—2023)
В 2000 году Всемирный фонд дикой природы подал в суд на World Wrestling Federation за нечестную торговую практику. Обе стороны использовали инициалы «WWF» с 1979 года. Организация охраны природы утверждала, что компания рестлинга нарушила соглашение 1994 года о международном использовании инициалов WWF. 10 августа 2001 года суд Великобритании вынес решение в пользу Всемирного фонда дикой природы. World Wrestling Federation подала апелляцию в октябре 2001 года, но позже отозвала свою апелляцию. 5 мая 2002 года World Wrestling Federation изменила свой веб-адрес с WWF.com на WWE.com и заменила все упоминания «WWF» на существующем сайте на «WWE», официально объявив о смене названия на «World Wrestling Entertainment» днём позже с помощью маркетинговой кампании «Иди на F» (англ. Get the 'F' Out). Вскоре после этого биржевой тикер компании также сменился с WWF на WWE. Отказ организации рестлинга от инициала «WWF» не положил конец юридическому конфликту двух организаций. Позже, в 2002 году, Всемирный фонд дикой природы обратился в суд с требованием возместить ущерб в размере 360 миллионов долларов, но не добился успеха. Последующее ходатайство Всемирного фонда дикой природы было отклонено британским апелляционным судом 28 июня 2007 года. В 2003 году World Wrestling Entertainment выиграла дело, которое позволило им продолжить маркетинг некоторых ранее существовавших продуктов со старым логотипом WWF. Однако WWE было предписано выпускать новые фирменные товары, такие как одежда, фигурки, видеоигры и DVD с инициалами «WWE». Кроме того, по решению суда компания должна была удалить слуховые и визуальные упоминания «WWF» в своей библиотеке видеоматериалов за пределами Великобритании. Начиная с июля 2012 года, логотип WWF больше не подвергается цензуре в архивных записях. Кроме того, инициалы WWF больше не подвергаются цензуре при произнесении или написании обычным текстом на архивных кадрах. Взамен WWE больше не разрешается использовать инициалы или логотип WWF в любых новых, оригинальных кадрах, упаковке или рекламе, а любые логотипы для ретро-тематических программ теперь используют модификацию оригинального логотипа WWF без буквы F.

#### Эра беспощадной агрессии (2002—2008)
18 марта 2002 года World Wrestling Federation (WWF) разделена на два отдельных бренда — Raw и SmackDown!, в каждом из которых будет свой собственный список сотрудников, сюжетные линии и матчи. Это деление стало следствием покупки WCW и банкротства ECW, в результате чего в WWE оказалось большое количество рестлеров. 24 июня 2002 года Винс Макмэн официально назвал эту эру «Беспощадной агрессией» (англ. Ruthless Aggression). Оба шоу начали проводить монобрендовые PPV, в которых участвовали только рестлеры из этого бренда, — только четыре основных PPV Royal Rumble, WrestleMania, SummerSlam и Survivor Series остались общими. По сути, Raw и SmackDown функционировали как две отдельные компании и каждый год приходилось проводить драфт, чтобы ротировать сотрудников между ними. Лишь 29 августа 2011 шоу Raw и SmackDown изменили формат. Отныне это «супершоу»: за чемпионские титулы с этого момента могут бороться не только борцы от того бренда, в распоряжении которого находится пояс, но и борцы из других брендов (что означало, что чемпионские пояса стали межбрендовыми), а ростер, по сути, единым. В конце 2005 года, после пяти лет трансляций на TNN шоу WWE Raw вернулось на канал USA Network.
26 мая 2006 года WWE анонсировало возрождение ECW, как третьего бренда WWE. Телешоу ECW транслировалось на канале Syfy до 16 февраля 2010 года.
В 2006 году по контракту с NBC Universal, материнской компанией USA Network, WWE возродили шоу Saturday Night Main Event (SNME), которое стали транслировать по NBC после 13-летнего перерыва.

#### Эра PG (2008—2013)
С 21 января 2008 года все ТВ-программы и шоу WWE стали транслироваться в формате HDTV. В 2008 году WWE внесли коррективы в программы своих шоу для привлечения большего количества детей к просмотру трансляций. Для шоу был установлен рейтинг TV-PG, что означало, что шоу теперь могут смотреть и дети, так как из них убраны грубая лексика, кровь и обнажения.
WWE начинает активно работать с интернет-сервисами и социальными сетями. 19 ноября 2008 года WWE запустила свой новый проект — социальную сеть WWE Universe (рус. Вселенная WWE). На своём аккаунте на WWE Universe можно было вести/читать блоги, обсуждать произошедшие события в WWE на форумах и многое другое. Социальная сеть прекратила своё существование 1 января 2011 года. Впоследствии группа WWE появилась на Facebook, по состоянию на 2017 год у основной группы WWE 39 миллионов поклонников. В 2012 году WWE начали инвестировать в социальную сеть Tout, что повлекло ускоренное развитие сети. Начиная с октября 2012 года эпизоды программ Raw, SmackDown!, SNME и Superstars доступны в полном объёме на Hulu.
7 апреля 2011 года руководство WWE заявило, что компания меняет название с World Wrestling Entertainment на WWE, Inc. — компания трансформировалась из классического рестлинг-промоушна в развлекательный холдинг.

#### Эра реальности (2014—2016)

##### NXT
В июне 2012 года WWE прекратила работу с Florida Championship Wrestling (FCW), бывшим тренировочным лагерем в Тампе, Флорида, и открыло свой собственный лагерь при университете Full Sail University под названием WWE NXT. Ранее WWE использовало название NXT для реалити-шоу, в котором участвовали рестлеры-новички, которые конкурировали между собой, чтобы стать членами главного ростера WWE. Вместе с учреждением NXT появилось несколько новых чемпионских титулов — NXT Championship (рус. Чемпион NXT), NXT Tag Team Championship (рус. Командные чемпионы NXT) и NXT Divas Championship (рус. Чемпионка Див NXT). Первым чемпионом NXT стал Сет Роллинс.

##### WWE Performance Center
В 2013 году WWE открывают Performance Center, который находится при Университете Полных Парусов. Он является официальной школой рестлинга WWE и спортивным медицинским учреждением. Performance Center является домом для участников WWE NXT. Помещение площадью 8000 м2 включает в себя семь тренировочных рингов (включая специальный мягкий ринг для тренировки приёмов с высоты), все необходимые тренажёры и оборудование, ультрасовременные технические устройства, в том числе ultra-slow-камеру. В центре могут заниматься 65-70 рестлеров одновремненно. Центр ориентирован на развитие карьеры и спортивное развитие новых рестлеров, которые в будущем будут выступать в WWE. Программа является аналогом WCW Power Plant, которая существовала в 1990-х годах. Главным тренером является бывший рестлер Мэтт Блум.
Наряду с реструктуризацией компании, руководство WWE заботилось о неразглашении конфиденциальной информации компании, но при этом не соблюдали этот принцип в отношении других компаний. Ярким примером этого являлся иск, предъявленный руководством Total Nonstop Action Wrestling (TNA) WWE в мае 2012 года. Суть иска заключалась в нарушении WWE «Пакта о неразглашении»: бывший сотрудник TNA Брайан Виттенштейн передал WWE документацию, которая давала компании преимущества в переговорах и заключении контрактов с рестлерами из ростера TNA. Иск был отозван TNA 15 января 2013 года.

##### WWE Network
В конце 2013 года WWE начали делать предпосылки к запуску своего нового проекта — видеосервиса WWE Network. 24 февраля 2014 года WWE запустила потоковое вещание в формате 24/7. Доступ к Network возможен с официального сайта, из приложений для смартфонов, ТВ-приставок, игровых консолей. Network включает в себя прошлые (библиотека пополняется) ТВ-шоу WWE, все PPV в истории WWE, WCW, ECW и других организаций, документальные фильмы, реалити-шоу, интервью и прочий эксклюзивный контент. Стоимость подписки составляет $9,99 в месяц. Сервис достиг 1 млн абонентов 27 января 2015 года, менее чем за год с момента запуска, и WWE заявила, что она является «самым быстрорастущим цифровым сервисом».

#### Второе разделение брендов (2016—2020)
С 2016 года, после возвращения драфта началась так называемая «Новая эра», с двумя самостоятельными брендами Raw и SmackDown, с раздельными ростерами и комплектами чемпионских титулов. Оба шоу получили новые декорации и графическое оформление. Для развития популярности в Великобритании был создан титул чемпиона WWE Соединённого Королевства и британский бренд NXT UK.

#### Пандемия COVID-19 и возвращение к гастрольной деятельности (2020—2022)
В марте 2020 года WWE начала испытывать на себе влияние пандемии COVID-19. В середине марта три из четырёх основных спортивных лиг объявили, что в качестве меры предосторожности они закроют раздевалки для СМИ. В то время как объявлялось об отмене и переносе других спортивных мероприятий, WWE официально объявила 12 марта, что её еженедельные программы, начиная со следующего вечернего эпизода SmackDown, будут сниматься в WWE Performance Center без зрителей и с присутствием только необходимого персонала — эпизод NXT от 11 марта был записан в Performance Center с фанатами, став последним мероприятием WWE, на котором присутствовали фанаты, купившие билеты, прежде чем пандемия вступила в полную силу. WrestleMania 36 должна была состояться 5 апреля на стадионе Raymond James в Тампе. 16 марта WWE объявила, что мероприятие также пройдёт за закрытыми дверями в Орландо. WrestleMania, а также Raw и SmackDown на период до и после WrestleMania, перешли от прямых трансляций к предварительно записанному формату. NXT продолжала выходить в эфир из университета Полных Парусов, но с аналогичными ограничениями.

#### Смена руководства (2022—2023)
17 июня 2022 года, на фоне расследования Советом директоров WWE сообщений о «скрытых деньгах», выплаченных Винсом Макмэном бывшей сотруднице после любовной связи, Макмэн покинул пост председателя и генерального директора WWE и был заменён своей дочерью, Стефани Макмэн, в качестве временного председателя и генерального директора WWE. 22 июля 2022 года Винс Макмэн официально объявил о своей отставке в Твиттере, написав: «В 77 лет мне пора на пенсию. Спасибо, Вселенная WWE. Тогда. Сейчас. Навсегда. Вместе». После объявления Винса об отставке, Стефани Макмэн была официально назначена председателем совета директоров, а она и Ник Хан — согенеральными директорами WWE. Пол Левек занял пост главы креативного отдела, одновременно возобновив свою работу в качестве исполнительного вице-президента по работе с рестлерами и позже получив повышение до директора по контенту.
6 января 2023 года было объявлено, что Винс Макмэн возвращается в WWE в качестве исполнительного председателя совета директоров. 11 января Стефани Макмэн оставила все посты и покинула компанию.

### World Wrestling Entertainment, LLC (с 2023)
3 апреля 2023 года компания Endeavor объявила о сделке, согласно которой WWE объединится с UFC и образует новую публичную компанию TKO Group Holdings, которая будет торговаться под тикером TKO. Endeavor будет владеть 51 % акций TKO, а акционерам WWE будет принадлежать 49 % акций, что позволит оценить WWE в $9,1 млрд. Это будет первый случай, когда WWE не будет находиться под мажоритарным контролем семьи Макмэн. Генеральный директор Endeavor Ари Эмануэль будет исполнять обязанности генерального директора новой компании, Марк Шапиро будет президентом и главным операционным директором, Винс Макмэн — исполнительным председателем, а Ник Хан останется главой WWE. В интервью CNBC Макмэн заявил, что он будет участвовать в творческой деятельности «на более высоком уровне», но не будет работать «в полях».
Эмануэль заявил, что это слияние «объединит две ведущие истинно спортивные и развлекательные компании» и обеспечит «значительный операционный синергетический эффект». Макмэн заявил, что «семейный бизнес должен развиваться», и что «учитывая невероятную работу, проделанную Ари и Endeavor для развития бренда UFC — почти удвоение его доходов за последние семь лет — и огромный успех, который мы уже имели в партнёрстве с их командой в ряде начинаний, я считаю, что это, без сомнения, лучший результат для наших акционеров и других заинтересованных сторон». Слияние было завершено 12 сентября 2023 года.
В январе 2024 объявлено, что Дуэйн «Скала» Джонсон вошёл в состав директоров TKO. Компания, также объявила, что с января 2025 года её флагманское телевизионное шоу Raw будет транслироваться на стриминговой платформе Netflix. Стоимость 10-летнего контракта оценивается в 5 млрд долларов.

#### Новая эра (2024—н.в.)
Во время WrestleMania XL Пол Левек официально объявил, что компания входит в новую эру. WWE сосредоточена на международном росте, за 2024 год компания проведёт гастроли с крупными шоу в Австралии, Франции, Саудовской Аравии, Шотландии, Канаде и Германии. Одним из потенциальных направлений для роста является сотрудничество с другими рестлинг-промоушнами, с начала 2024 года компания обменивалась сотрудниками с Total Nonstop Action Wrestling и Game Changer Wrestling.
6 января 2025 года шоу WWE Raw перешло на платформу потокового вещания Netflix, которая будет транслировать программу в течение не менее 10 лет. 19 апреля 2025 года, перед началом WrestleMania 41, было объявлено, что WWE приобрела промушен Lucha Libre AAA Worldwide.

## Экспансия за пределы рестлинга
Помимо рестлинга, WWE также занимается (в сотрудничестве с THQ/2K Sports и Mattel) производством игрушек и видеоигр, а также производством и продажей множества других лицензированных продуктов. Также у WWE есть несколько подконтрольных компаний, которые занимаются хранением и/или распространением наследия WWE, WCW и ECW.

### Дочерние компании

#### Активные
- WCW Inc.: создана в 2001 — владеет правами на видеобиблиотеку и интеллектуальную собственность World Championship Wrestling.
- WWE Books: публикует биографии сотрудников WWE, путеводители по WWE, иллюстрированные книги, календари, издания для молодёжи и другие книги.
- WWE Home Video: специализируется на распространении VHS, DVD и Blu-ray с PPV-шоу WWE, сборников выступлений рестлеров WWE и биографий исполнителей WWE.
- WWE Jet Services, Inc.: образована в 2013 году для управления флотом частных самолётов.
- WWE Legacy Content: коллекция реслинг-видео и авторские права за записи других промоушнов.
- WWE Music Group: специализируется на компиляции альбомов, посвящённых музыкальных тем рестлеров WWE. Также выпускает альбомы, которые записаны рестлерами WWE.
- WWE Network: основанный на подписке потоковый видеосервис, запущенный в 2014 году.
- WWE Performance Center: служит учебным и подготовительным центром для будущих сотрудников.
- WWEShop.com: интернет-магазин товаров с символикой WWE.
- WWE Studios: созданная в 2002 году киностудия. Ранее известна как WWE Films.

#### Закрытые
- World Bodybuilding Federation: дочерняя компания Titan Sports, созданная в 1990 году для промоутирования бодибилдинга через ТВ-шоу, журналы и ежегодные PPV. Была закрыта в 1992 году[59].
- XFL: частично принадлежавшая WWF компания, созданная в 2000 году. Состояла из восьми принадлежащих лиге профессиональных футбольных команд. Матчи команд лиги транслировались на телесетях NBC (совладелец лиги), UPN и TNN[60][61].
- The World Entertainment: ранее известен как WWF New York: ресторан, ночной клуб и магазин в Нью-Йорке, принадлежавший WWF с 1999 года. Закрыт в 2003 году. С 2005 года здание занимает Hard Rock Cafe.
- WWE Classics on Demand: видеосервис, работавший с 2004 по 2014 год, до запуска WWE Network.
- WWE Kids: веб-сайт и комикс, предназначенный для детей. Комиксы выпускались раз в два месяца. Он был запущен 15 апреля 2008 года и закрыт в 2014 году.
- WWE Niagara Falls: розничный магазин и развлекательное заведение, которые были расположены в городе Ниагара-Фолс, Онтарио с августа 2002 по март 2011 года[62].
- WWE Universe (WWE Fan Nation): социальная сеть для фанатов WWE. Работала с ноября 2008 года по январь 2011 года.
- WWE Magazine: специальные выпуски журнала о WWE. Журнал выходил ежемесячно до 2014 года.

### Tapout
В марте 2015 года WWE объявила о партнёрстве с Authentic Brands Group, перезапустив бренд спортивной одежды Tapout, ранее связанный с MMA. Одежда для мужчин и женщин была выпущена весной 2016 года.

## Титулы и достижения

### Действующие чемпионы

#### Чемпионы WWE Raw
| Титул                                             | Чемпион                                      | Дата выигрыша  | Шоу                      |
| ------------------------------------------------- | -------------------------------------------- | -------------- | ------------------------ |
| Чемпионство мира в тяжёлом весе                   | Сет Роллинс                                  | 2 августа 2025 | SummerSlam (2025)        |
| Чемпионство мира среди женщин                     | Наоми                                        | 13 июля 2025   | Evolution (2025)         |
| Интерконтинентальное чемпионство WWE              | Доминик Мистерио                             | 20 апреля 2025 | WrestleMania 41          |
| Интерконтинентальное чемпионство WWE среди женщин | Бекки Линч                                   | 7 июня 2025    | Money in the Bank (2025) |
| Командное чемпионство мира                        | «Судный день» (Финн Балор и Джей Ди Макдона) | 30 июня 2025   | Raw                      |

#### Чемпионы WWE SmackDown
| Титул                                           | Чемпион                                        | Дата выигрыша | Шоу                       |
| ----------------------------------------------- | ---------------------------------------------- | ------------- | ------------------------- |
| Неоспоримое чемпионство WWE                     | Коди Роудс                                     | 3 июля 2025   | SummerSlam (2025)         |
| Чемпионство WWE среди женщин                    | Тиффани Стрэттон                               | 3 января 2025 | SmackDown                 |
| Чемпионство Соединённых Штатов WWE              | Соло Сикоа                                     | 28 июня 2025  | Night of Champions (2025) |
| Чемпионство Соединённых Штатов WWE среди женщин | Джулия                                         | 27 июня 2025  | SmackDown                 |
| Командное чемпионство WWE                       | «Шестёрка Уайатта» (Декстер Люмис и Джо Гейси) | 11 июля 2025  | SmackDown                 |

#### Межбрендовые титулы
| Титулы                                 | Действующие чемпионы                         | Даты выигрыша  | Шоу                | Предыдущие чемпионы          |
| -------------------------------------- | -------------------------------------------- | -------------- | ------------------ | ---------------------------- |
| Командное чемпионство WWE среди женщин | «Судный день» (Ракель Родригес и Лив Морган) | 21 апреля 2025 | WWE Raw            | Бекки Линч и Лайра Валькирия |
| Чемпионство WWE Speed                  | Дракон Ли                                    | 15 ноября 2024 | WWE Speed          | Андраде                      |
| Чемпионство WWE Speed среди женщин     | Сол Рука                                     | 11 апреля 2024 | WWE Speed          |                              |
| Чемпионство Crown Jewel                | Коди Роудс                                   | 2 ноября 2024  | Crown Jewel (2024) | —                            |
| Чемпионство Crown Jewel среди женщин   | Лив Морган                                   | 2 ноября 2024  | Crown Jewel (2024) | —                            |

#### Чемпионы NXT
| Титулы                                      | Действующие чемпионы                   | Даты выигрыша  | Шоу                         | Предыдущие чемпионы     |
| ------------------------------------------- | -------------------------------------- | -------------- | --------------------------- | ----------------------- |
| Чемпион NXT                                 | Оба Феми                               | 7 января 2025  | NXT: New Year's Evil (2025) | Трик Уилльямс           |
| Чемпион NXT среди женщин                    | Джэси Джейн                            | 27 мая 2025    | NXT                         | Стефани Вакер           |
| Североамериканский чемпион NXT              | Итан Пейдж                             | 27 мая 2025    | NXT                         | Рики Сейнтс             |
| Североамериканский чемпион NXТ среди женщин | Сол Рука                               | 19 апреля 2025 | NXT Stand & Deliver (2025)  | Стефани Вакер           |
| Командные чемпионы NXT                      | Хэнк и Тэнк (Хэнк Уокер и Тэнк Леджер) | 19 апреля 2025 | NXT Stand & Deliver (2025)  | Аксиом и Нейтан Фрейзер |
| Кубок наследия NXT                          | Лексис Кинг                            | 7 января 2025  | NXT: New Year's Evil (2025) | Чарли Демпси            |

#### Другие достижения
| Достижение                             | Достижение                             | Победитель    | Дата выигрыша  | Шоу                       | Предыдущий победитель |
| -------------------------------------- | -------------------------------------- | ------------- | -------------- | ------------------------- | --------------------- |
| «Королевская битва»                    | Мужская                                | Джей Усо      | 1 февраля 2025 | Royal Rumble (2025)       | Коди Роудс            |
| «Королевская битва»                    | Женская                                | Шарлотт Флэр  | 1 февраля 2025 | Royal Rumble (2025)       | Бейли                 |
| Матч Money in the Bank                 | Мужской                                | Сет Роллинс   | 6 июля 2024    | Money in the Bank (2025)  | Дрю Макинтайр         |
| Матч Money in the Bank                 | Женский                                | Наоми         | 6 июля 2024    | Money in the Bank (2025)  | Тиффани Стрэттон      |
| Королевская битва памяти Андре Гиганта | Королевская битва памяти Андре Гиганта | Кармело Хейс  | 10 апреля 2025 | SmackDown                 | Бронсон Рид           |
| Женский трофей WrestleMania            | Женский трофей WrestleMania            | Кармелла      | 7 апреля 2019  | WrestleMania 35           | Наоми                 |
| King of the Ring                       | King of the Ring                       | Коди Роудс    | 28 июня 2024   | Night of Champions (2025) | Гюнтер                |
| Queen of the Ring                      | Queen of the Ring                      | Джейд Каргилл | 28 июня 2024   | Night of Champions (2025) | Ная Джекс             |